# Sistematski pregled
Sistematski pregled je zdravstveni pregled, najčešće preventivni kojim se pregledava tijelo pacijenta kako bi se utvrdilo njegovo zdravstveno stanje. Obično se sastoji od niza medicinskih pretraga te pitanja u vezi sa zdravstvenom poviješću pacijenta te fizičkoga pregleda. Zajedno, to sve pomaže u određivanju ispravne dijagnoze i osmišljavanju plana liječenja, ako je potrebno. Ovi podaci postaju dio zdravstvenoga kartona.
Sveobuhvatni sistematski pregledi obično obuhvaćaju: laboratorijske pretrage krvi i urina, ultrazvuk abdomena, test funkcioniranja pluća, EKG, pregled internista, fizijatra, mamografiju ili preglede prostate u ovisnosti od spola pacijenta. Posebna pažnja posvećuje se bolestima srca i krvnih žila, bolestima metabolizma i malignih bolesti. S godinama povećava se učestalost nekih bolesti poput: arterijske hipertenzije, šećerne bolesti, prekomjerne tjelesne težine i povišenih masnoća u krvi koje dovode do oštećenja krvnih žila, moždanog udara, srčanog infarkta i zatajivanja srca.
Sistematski pregledi mogu se obavljati prije služenja vojnog roka, kao dio zdravstvene zaštite zaposlenika, u sklopu profesionalnoga bavljenja sportom ili u neke druge svrhe.
Rutinski fizički pregledi izvode se na asimptomatskim pacijentima u svrhu medicinskoga pregleda. Njih obično obavljaju: pedijatri, liječnici opće prakse, ovlaštene medicinske sestre ili drugi liječnici primarne zdravstvene zaštite. Ovaj rutinski fizički pregled obično obuhvata HEENT evaluaciju. Stručnjaci za medicinsku njegu, kao što su licencirane medicinske sestre, razvijaju osnovu procjene kako bi se razdvojili normalni od abnormalnih nalaza. Oni se prijavljuju primarnom pružatelju zdravstvene zaštite.